# 外囊菌亞門
外囊菌亚门是子囊菌门中的一个比较原始的分支，本门中其他菌种基本是由其进化出的，最新的分子生物学研究证明其是单源种。
外囊菌亚门的种类基本是寄生的，以菌丝或酵母方式寄生在植物的叶、枝或花蕾上，但没有寄生于根部的。许多种类为植物的致病菌。